# Estación Gaiemmae
La Estación de Gaiemmae (外苑前駅 Gaienmae-eki?) es una estación de metro en la Línea Ginza del Metro de Tokio en Minato, Tokio, Japón, operada por   Tokyo Metro.

## Infraestructura
La estación posee dos andenes laterales para el servicio de pasajeros

## Historia
La estación abrió con el nombre de Aoyama-yonchōme el 18 de noviembre de 1938 y pasó a llamarse Gaiemmae en 1939.
Las instalaciones de la estación fueron heredadas por Tokyo Metro después de la privatización de la Autoridad de Tránsito Rápido de Teito (TRTA) en 2004.

## Galería de fotos

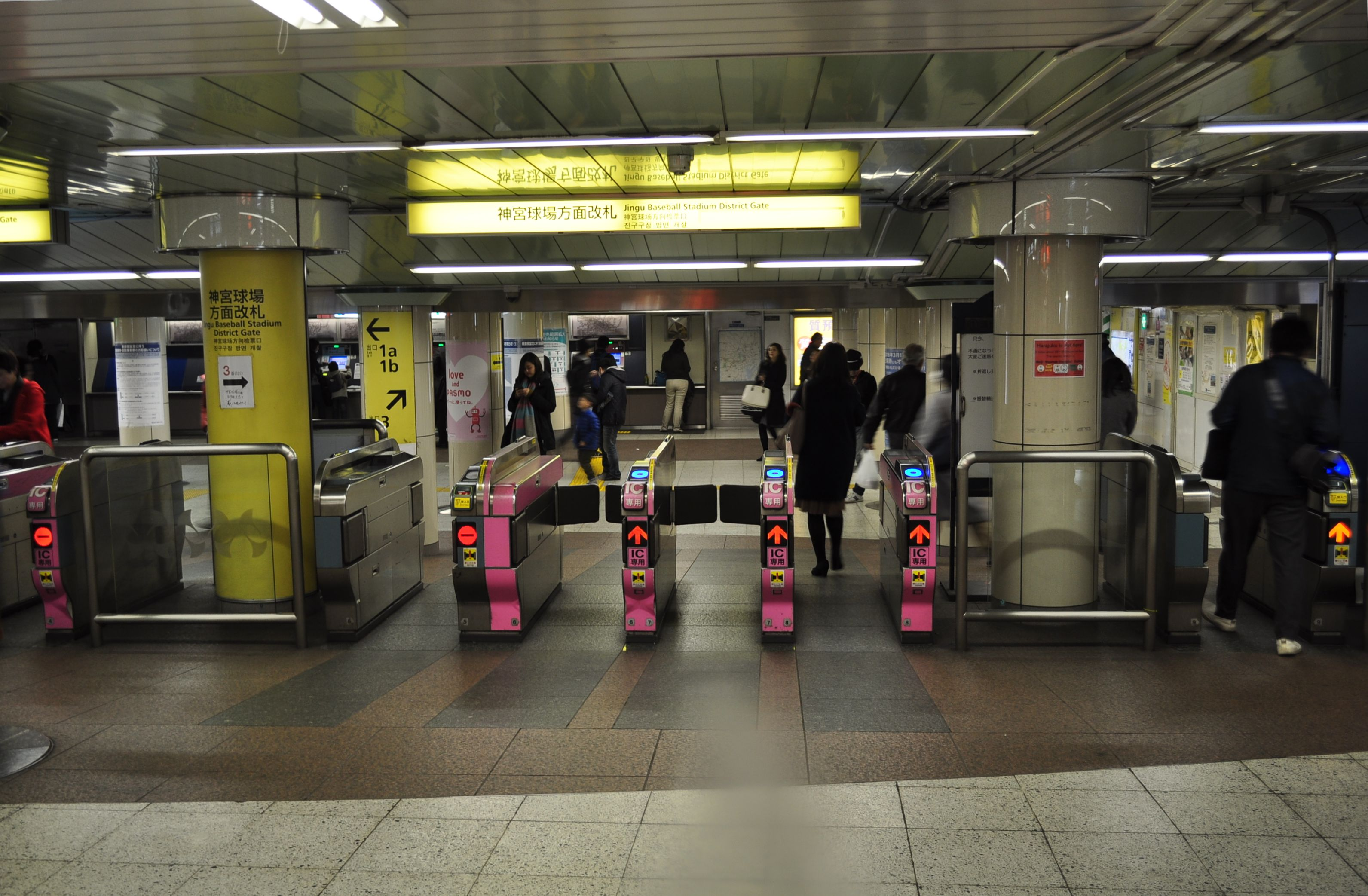
Mezanina
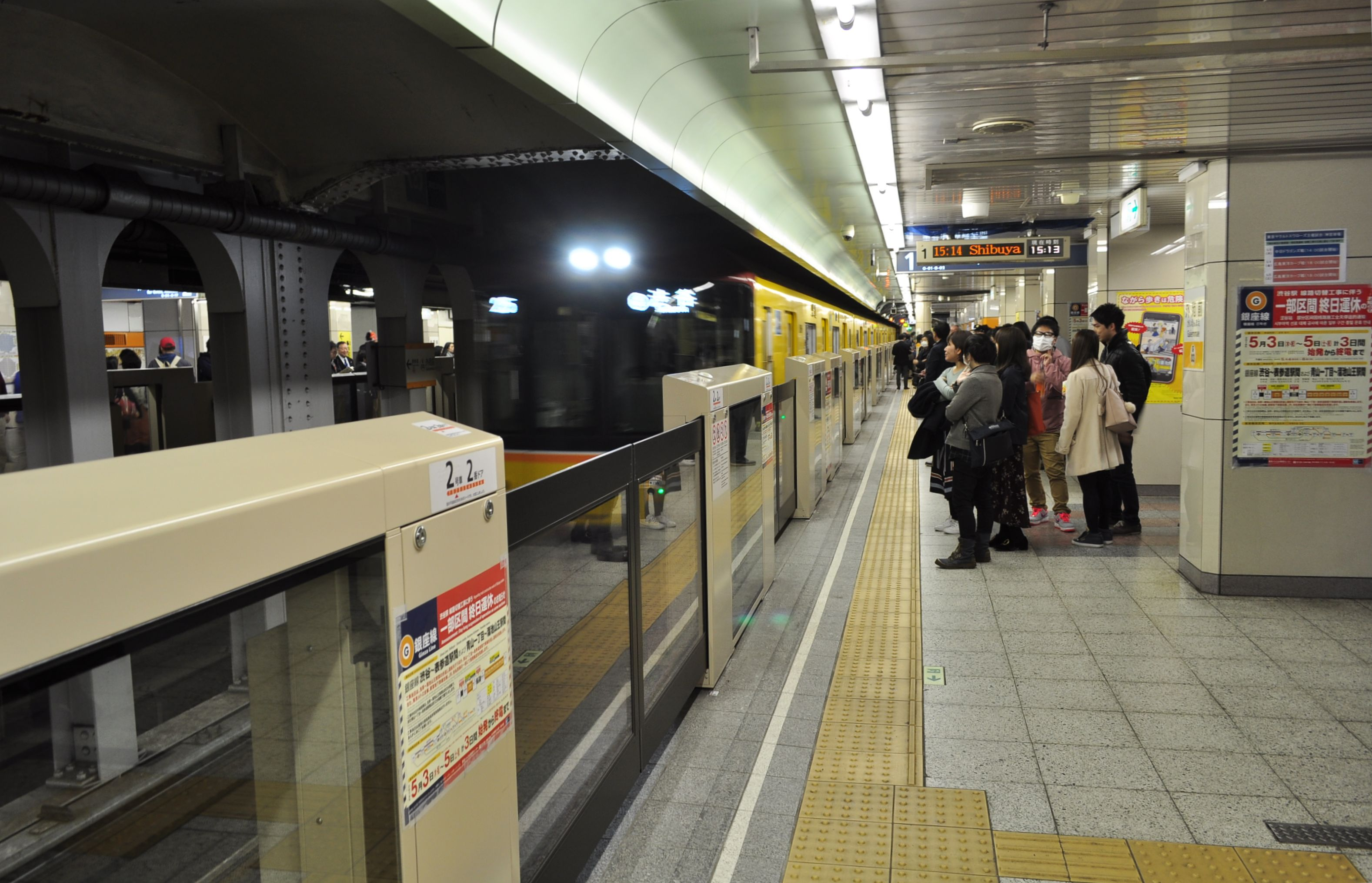
Plataformas

## Estaciones adyacentes
| « Anterior             | « Anterior             | Siguiente »                | Siguiente »                |                    |
| Metro de Tokio         | Metro de Tokio         | Metro de Tokio             | Metro de Tokio             | Metro de Tokio     |
| Línea Ginza (G-03)     | Línea Ginza (G-03)     | Línea Ginza (G-03)         | Línea Ginza (G-03)         | Línea Ginza (G-03) |
| ---------------------- | ---------------------- | -------------------------- | -------------------------- | ------------------ |
| Omotesando (a Shibuya) | Omotesando (a Shibuya) | Aoyama-itchome (a Asakusa) | Aoyama-itchome (a Asakusa) |                    |